# Szychowice
Szychowice – wieś w Polsce położona w województwie lubelskim, w powiecie hrubieszowskim, w gminie Mircze.
| SIMC    | Nazwa      | Rodzaj    |
| ------- | ---------- | --------- |
| 0895304 | Grafka     | część wsi |
| 0895310 | Nieleszcze | część wsi |

W latach 1975–1998 miejscowość administracyjnie należała do województwa zamojskiego.
Wieś stanowi sołectwo gminy Mircze. Według Narodowego Spisu Powszechnego (III 2011 r.) liczyła 512 mieszkańców i była czwartą co do wielkości miejscowością gminy.
Wierni Kościoła rzymskokatolickiego należą do parafii św. Maksymiliana Kolbego w Cichoborzu.

## Historia
W latach 1392–1431 wieś należała do hrubieszowskich dóbr królewskich, odebranych książętom bełskim. W 1431 król Władysław Jagiełło przywrócił ją na własność tymże książętom w osobie Ziemowita V, w nagrodę za jego udział w walkach ze zbuntowanym Świdrygiełłą. W wyniku pewnych roszad terytorialnych, wieś wraz z całą włością kryłowską znalazła się na powrót w powiecie chełmskim, a ściślej – enklawie hrubieszowskiej tego powiatu. Jeszcze około 1458 r. potężny możnowładca – Jan Tęczyński, późniejszy kasztelan krakowski, domagał się od książąt bełskich zwrotu wsi, co zostało spełnione już wkrótce potem. Stąd nasuwa się wniosek, iż Tęczyńscy władali wsią już wcześniej, zapewne od ok. 1431 roku. W roku 1546 po możnych Tęczyńskich przejęli ją Ostrorogowie, a w 1642 Radziejowscy. W I połowie XVIII w. Szychowice należały do Leszczyńskich, zaś w początkach XIX stulecia do Rulikowskich, jeszcze w 1905 do Kazimierza Rulikowskiego. W 1827 r. wieś liczyła 74 domy i 549 mieszkańców. Spis z r. 1921 (wówczas w gminie Kryłów) wykazywał natomiast 116 domów oraz 675 mieszkańców, w tym 11 Żydów i 634 Ukraińców.

### II wojna światowa
We wsi na przełomie lat 1943 i 1944 powstał oddział Ukraińskiej Narodowej Samoobrony. Oddział ten prowadził następnie w rejonie wsi działania przeciwko partyzantom Batalionów Chłopskich Stanisława Basaja „Rysia”. 9 marca 1944 w Szychowicach przebywał oddział UPA przybyły z Wołynia. Wywiad AK uznał Szychowice za jedno z trzech – obok Sahrynia i Łaskowa – miejsc koncentracji ukraińskich partyzantów w powiecie hrubieszowskim. W związku z tym AK zdecydowało dokonać pacyfikacji trzech wsi, aby ich zniszczenie podziałało odstraszająco na Ukraińców. Atak na wsie przeprowadzono 10 marca 1944. Szychowice zostały spalone, we wsi zamordowanych zostało co najmniej 138 osób (w tym 66 kobiet i 34 dzieci - 27 z nich nie miało ukończonych 15 lat)". Latem 1946 ocalała ludność została zmuszona do wyjazdu do Związku Sowieckiego, osadzono ich w spalonej polskiej kolonii Oktawin na Wołyniu.

## Dwór
W połowie XVIII wieku Józef Benedykt Leszczyński wzniósł w Szychowicach nowy, murowany dwór w stylu barokowym, który został po 1830 r. rozbudowany przez Wincentego Rulikowskiego o skrzydło o cechach neogotyckich. Był to budynek na planie prostokąta, w części centralnej – trójosiowej piętrowy, zwieńczony trójkątnym frontonem o bogatej heraldycznej dekoracji. We wnętrzu dwór miał zabytkowe wyposażenie, przechowywane w nim były pamiątki rodzinne, zbiory (m.in. porcelany z fabryki Rulikowskich w Horodnicy, pasów słuckich, broni, sreber). Posiadał dużą bibliotekę. Dwór z wyposażeniem głównie w  stylu empire i niemal całą zawartością został spalony w czasie I wojny światowej. Po 1920 r. odbudowano część budynku. Podczas II wojny zniszczona została nie tylko pozostałość dworu, ale również pozostałe zabytkowe budynki, m.in. spichlerz, stajnia, wozownia i gorzelnia oraz kaplica.

## Parafia i cmentarz

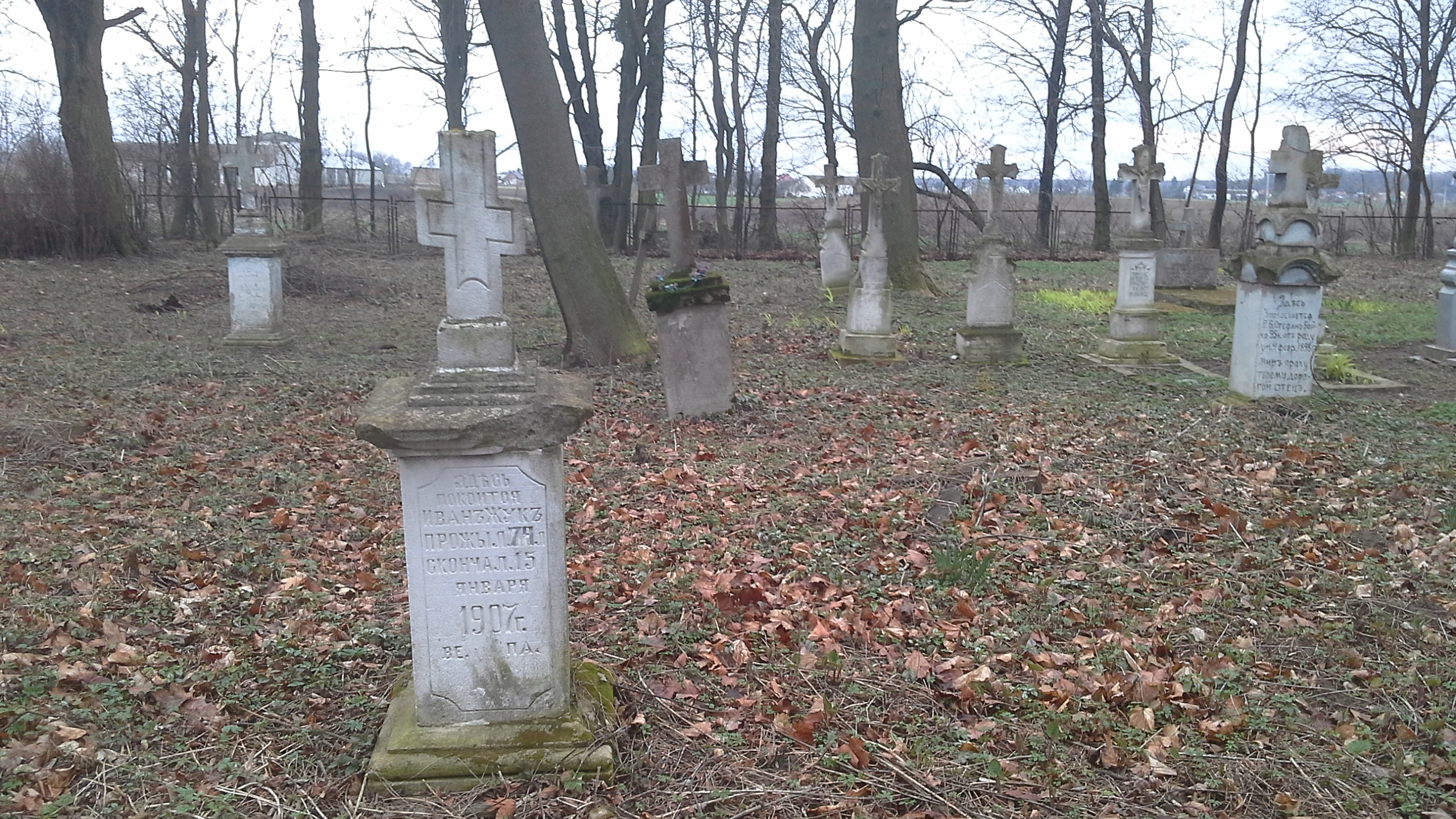
Cmentarz prawosławny w Szychowicach

W początkach XX wieku istniała tu drewniana cerkiew z 1767 r., fundacji Antoniego Leszczyńskiego. We wsi znajduje się cmentarz prawosławny. Murowana cerkiew św. Mikołaja z 1882 została rozebrana w latach 50. XX w., po wysiedleniu ludności ukraińskiej w ramach akcji „Wisła”.
Mimo braku świątyni, w Szychowicach działa prawosławny punkt duszpasterski pw. św. Mikołaja, podlegający parafii w Hrubieszowie.

## Znane osoby
W Szychowicach urodził się ks. Sergiusz Zacharczuk (1915–1943), proboszcz Nabroża, męczennik prawosławny.